# Comesoma tenuispiculum
Comesoma tenuispiculum är en rundmaskart som först beskrevs av E. Ditlevsen 1921.  Comesoma tenuispiculum ingår i släktet Comesoma och familjen Comesomatidae. Inga underarter finns listade i Catalogue of Life.